# مطرقة (سلاح)
المطرقة جزء من السلاح الناري يُستخدم لضرب الفتيل أو دبوس إطلاق منفصل لإشعال البارود وإطلاق المقذوف. سُميت بهذا الاسم لأنها تُشبه المطرقة في الشكل والوظيفة. المطرقة نفسها قطعة معدنية تدور بقوة حول نقطة ارتكاز.